# Quiraing

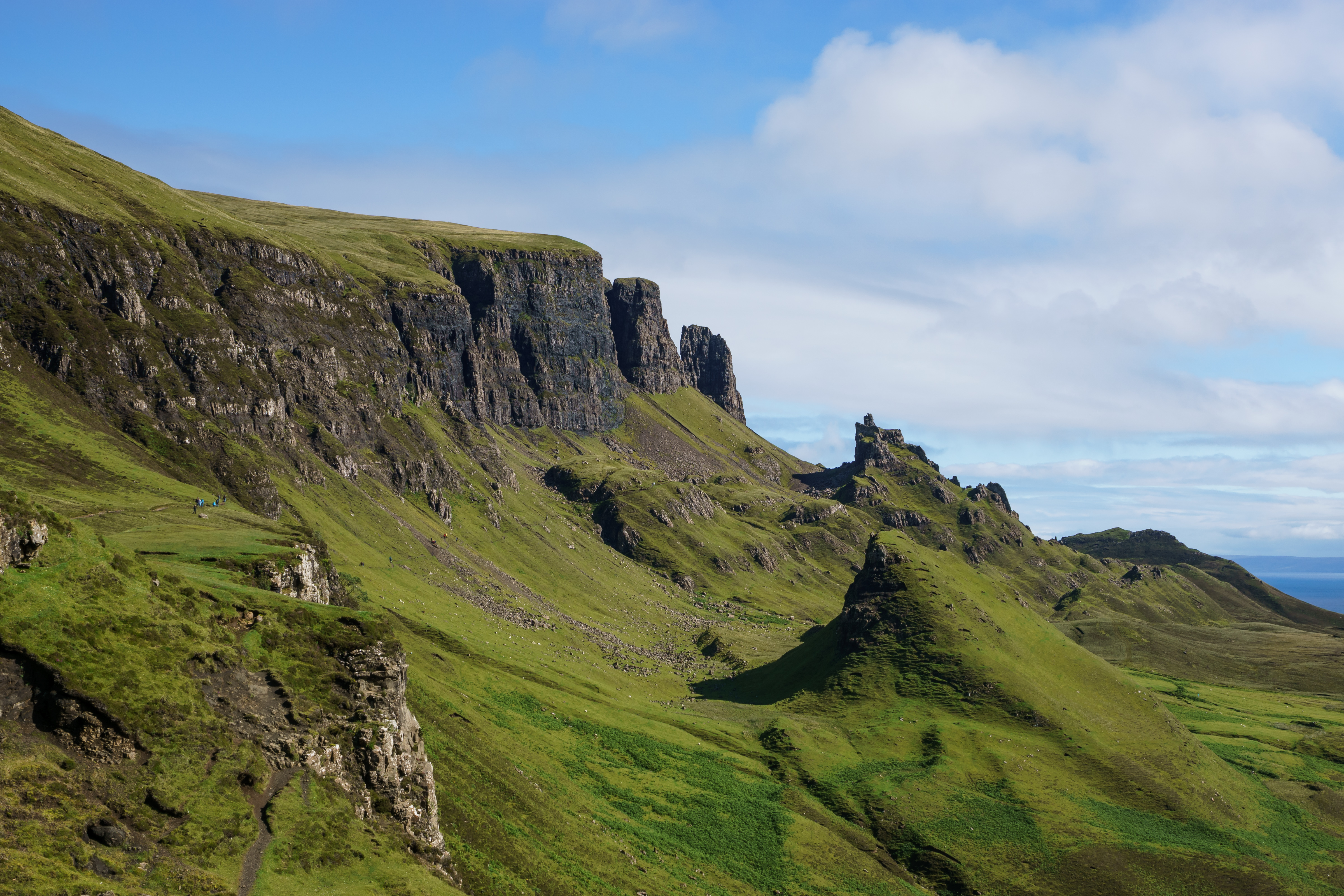
Der Quiraing, Blick in Richtung Norden auf The Prison (Mitte) und den Meall na Suiramach (links)

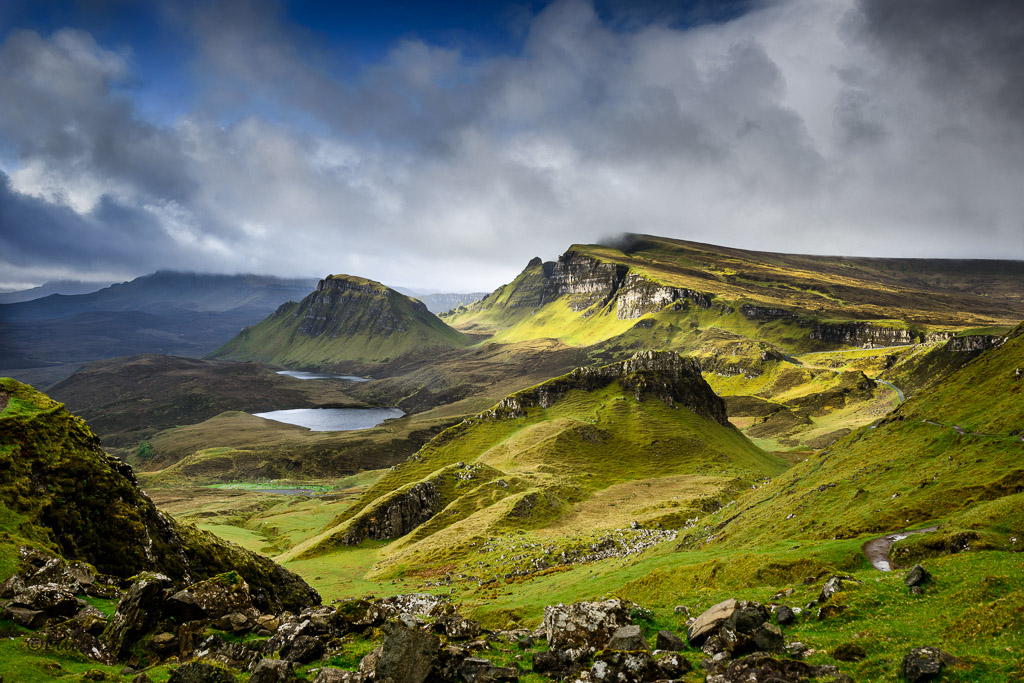
Der Quiraing, Blick in Richtung Süden

Der Quiraing (schottisch-gälisch Cuith-Raing) ist eine geologische Formation auf der schottischen Isle of Skye. Sie entstand durch geomorphologische Prozesse, vor allem Erdrutsche, und gehört zu den Inneren Hebriden. Auf der Halbinsel Trotternish gelegen, etwa 20 Kilometer nördlich der Inselhauptstadt Portree, ist sie eine der bekanntesten Sehenswürdigkeiten der Insel. Der Name Quiraing kommt aus dem Altnordischen Kvi Rand und bedeutet Gerundete Falte.
Die Halbinsel Trotternish besteht wie der größte Teil von Skye aus tertiären, vor etwa 60 Millionen Jahren entstandenen Basaltgesteinen, die auf älteren, wenig stabilen Sedimenten aus dem Jura aufliegen. Etwa in der Mitte der Halbinsel verläuft in Nord-Süd-Richtung eine deutlich sichtbare, nach Osten abfallende Abbruchkante. In diesem Bereich gaben die tieferen Sedimente dem Gewicht des hier bis 300 Meter mächtigen Basalts nach, was zu gewaltigen Erdrutschen, den größten auf den britischen Inseln, führte. Die abrutschenden Gesteine bildeten auf der Ostseite der Abbruchkante teilweise bizarre und labyrinthartige Felsstrukturen. Der Quiraing ist das Areal mit den umfangreichsten dieser im Ergebnis der Rutschungen entstandenen Felsformationen. Er liegt am Nordende der Abbruchkante unterhalb des 543 Meter hohen Meall na Suiramach. In diesem Bereich stammen die größten Erdbewegungen aus den etwa 15.000 Jahren seit der letzten Kaltzeit. Teilweise sind sie jedoch, was an glazialen Formen und Spuren erkennbar ist, deutlich älter. Das Gebiet ist geologisch weiterhin in Bewegung, erkennbar ist das bspw. an den immer wieder auftretenden Rissen und Schäden im Asphalt der südlich des Quiraing über die Abbruchkante führenden Straße. 
Einige der Felsformationen des Quiraing sind für ihre bizarren Formen bekannt und haben entsprechende Namen erhalten. Besonders bekannt sind The Needle; eine rund 37 Meter hohe Felsnadel und The Prison, eine massive, einem mittelalterlichen Festungsbauwerk ähnelnde Formation. The Table ist ein nicht ganz abgerutschter Felsblock, dessen weitgehend ebene und mit Gras bewachsene Oberfläche etwa die Größe eines Fußballfelds hat. Sie ist nur schwer zugänglich, angeblich brachten Bewohner der nahen Ortschaften daher im Mittelalter ihre Herden zum Schutz vor plündernden Wikingern dort in Sicherheit. Erreichbar ist der Quiraing über die in Staffin von der A855 abzweigenden Verbindungsstraße nach Uig, die die einzige Querverbindung im Inneren der Halbinsel Trotternish darstellt. An der Passhöhe, wo die Straße die Abbruchkante passiert, befindet sich ein Parkplatz, von dort führen Fußwege durch das Felslabyrinth und oberhalb der Abbruchkante über den Meall na Suiramach. Der Skye Trail, ein Fernwanderweg von der Nordspitze der Insel bis nach Broadford, passiert den Quiraing entlang der Abbruchkante.
Die bizarre Landschaft des Quiraing wurde schon mehrfach als Filmkulisse genutzt, unter anderem in den Filmen Breaking the Waves (1996), Der Sternwanderer (2007), Snow White and the Huntsman (2012), Der Medicus (2013) und Macbeth (2015). Der 2017 in die Kinos gekommene Film King Arthur: Legend of the Sword enthält ebenfalls am Quiraing gedrehte Szenen.